# Новоуральский городской округ
Новоура́льский городской округ — муниципальное образование в Свердловской области России. Относится к Горнозаводскому управленческому округу.
Административный центр — город Новоуральск.
С точки зрения административно-территориального устройства области, Новоуральский городской округ находится в границах закрытого административно-территориального образования город Новоуральск.

## География
Новоуральский городской округ расположен в юго-западной части Свердловской области, в горно-лесистой части Среднего Урала, на границе между Европой и Азией. Территориально ему полностью соответствует закрытое административно-территориальное образование город Новоуральск, одно из четырёх ЗАТО Свердловской области. Собственно город Новоуральск находится в северо-восточной части ЗАТО и городского округа. Город окружён забором с колючей проволокой и закрыт для посещения лицами, не имеющими постоянного или временного пропуска, а периметр Новоуральска охраняем. Вся остальная часть городского округа открыта для свободного въезда.
В пределах Новоуральского городского округа находятся верховья рек Обского речного бассейна Нейвы и Тагила. Также по территории округа с северо-востока на юго-запад протекает река Чёрный Шишим уже Волжского бассейна. В среднем течении Чёрный Шишим принимает левый приток — реку Восточный Шишим. На юго-западе округа Чёрный Шишим сливается с рекой Казачий Шишим, образуя Большой Шишим — правый приток Чусовой.
Новоуральский городской округ, которому территориально соответствует ЗАТО г. Новоуральск, граничит:
- на северо-западе и севере — с муниципальным округом Верхний Тагил и Кировградским муниципальным округом соответственно, которые находятся в границах города Кировграда как административно-территориальной единицы,
- на востоке — с городским округом Верх-Нейвинский и Невьянским муниципальным округом, которые находятся в границах Невьянского района,
- на юге и западе — с муниципальным округом Первоуральск, которому соответствует город Первоуральск как административно-территориальная единица.

## История
4 января 1994 года распоряжением Правительства Российской Федерации № 3-р город Свердловск-44 был переименован в Новоуральск и наделён статусом ЗАТО. Было создано муниципальное образование, в состав которого вошли сам город и сельские населённые пункты, до того относившиеся к Невьянскому району.
16 марта 1996 года Указом Президента Российской Федерации № 386 были утверждены границы ЗАТО.
Законом Свердловской области от 21 июля 2004 года № 40-ОЗ с 31 декабря 2004 года были установлены границы у ЗАТО как у муниципального образования. Действие закона было отменено 12 июля 2007 года в связи с принятием общего закона о границах муниципальных образований № 85-ОЗ, который, в свою очередь, действовал до 20 июля 2015 года до принятия нового аналогичного закона.
С 1 января 2006 года муниципальное образование город Новоуральск было переименовано в Новоуральский городской округ.
С конца 2010-х годов в Новоуральск, на Уральский электрохимический комбинат, ввозят радиоактивные отходы — так называемые урановые «хвосты».

## Население
| 2002    | 2009    | 2010    | 2012    | 2013    | 2014    | 2015    |
| ------- | ------- | ------- | ------- | ------- | ------- | ------- |
| 98 609  | ↘95 509 | ↘88 308 | ↘87 144 | ↘86 359 | ↘85 852 | ↘85 292 |
| 2016    | 2017    | 2018    | 2019    | 2020    | 2021    | 2023    |
| ↘84 531 | ↘84 229 | ↘83 783 | ↘83 260 | ↘82 901 | ↘81 053 | ↘80 489 |

В городе Новоуральске проживает 96,78 % от всего населения Новоуральского городского округа.

## Транспорт
Через населённые пункты Новоуральского городского округа курсируют автобусы:
- № 106 Первоуральск — Новоуральск
- № 111 Новоуральск — Пальники
- № 115 Новоуральск — с/т «Тарасково»
- № 122 Новоуральск — с. Тарасково

## Населённые пункты
В состав Новоуральского городского округа и ЗАТО города Новоуральска входят 6 населённых пунктов:
- 1 город
- 5 населённых пунктов сельского типа — 1 село, 1 посёлок и 3 деревни

| № | Населённый пункт | Тип населённого пункта | Население |
| - | ---------------- | ---------------------- | --------- |
| 1 | Елани            | деревня                | ↘38       |
| 2 | Мурзинка         | посёлок                | ↗236      |
| 3 | Новоуральск      | город, адм. центр      | ↘77 894   |
| 4 | Пальники         | деревня                | ↘249      |
| 5 | Починок          | деревня                | ↘1067     |
| 6 | Тарасково        | село                   | ↘1196     |

### Упразднённые населённые пункты
На землях современных Новоуральского городского округа и ЗАТО города Новоуральска были расположены два населённых пункта, относившихся на момент упразднения к Тарасковскому сельсовету Невьянского района:
- деревня Мазино (Мазина) (упразднена в апреле 1977 года путём присоединения к Еланям),
- деревня Воробьи (упразднена 30 декабря 1976 года).

## Административно-территориальное устройство
ЗАТО город Новоуральск является неделимой административно-территориальной единицей. До 1 октября 2017 года сельские населённые пункты, за исключением Мурзинки, образовывали Тарасковский сельсовет.
| № | ТЕ / АТЕ               | Состав                                           |
| - | ---------------------- | ------------------------------------------------ |
| 1 | город Новоуральск      | город Новоуральск, посёлок Мурзинка              |
| 2 | Тарасковский сельсовет | село Тарасково, деревни Елани, Пальники, Починок |

До образования ЗАТО сельские населённые пункты относились к Невьянскому району, в составе которого также образовывали Тарасковский сельсовет, за исключением Мурзинки, находившейся в подчинении рабочего посёлка Калиново, то есть входившей в Калиновский поссовет.